# 10 Things I Hate About You
10 Things I Hate About You (10 điều khiến em ghét anh) là một bộ phim hài tình cảm của Mỹ sản xuất vào năm 1999. Phim được đạo diễn bởi Gil Junger và có sự tham gia của các ngôi sao Heath Ledger, Julia Stiles, Joseph Gordon-Levitt, Larisa Oleynik, David Krumholtz và Larry Miller.
Bộ phim dựa theo tác phẩm The Taming of the Shrew  của William Shakespeare với bối cảnh là một trường trung học ở Mỹ, do Karen McCullah Lutz và Kirsten Smith viết kịch bản. Tên bộ phim này ám chỉ bài thơ ở cuối phim do nhân vật nữ chính viết tặng nhân vật nam chính. Bộ phim khởi chiếu vào ngày 31 tháng 3 năm 1999 và đem lại sự nổi tiếng cho hai diễn viên chính: Julia Stiles và Heath Ledger.

## Nội dung
Cameron James (Joseph Gordon-Levitt), là một học sinh vừa chuyển đến trường trung học Padua ở Seattle. Cậu được Michael (David Krumholtz) dẫn đi tham quan xung quanh trường và tình cờ gặp Bianca Strafford (Larisa Oleynik). Cameron "đổ" Bianca ngay từ lần gặp đầu tiên nhưng Michael cảnh báo cậu rằng Bianca nằm trong nhóm người "đừng bao giờ mơ tới" bởi chị em nhà Strafford bị cấm hẹn hò cho đến khi tốt nghiệp. Trong khi đó, chị của Bianca là Kat (Jualia Stiles) lại được nhận vào trường Sarah Lawrence ở New York và ba cô thì lại thích Kat học gần nhà hơn. Phải đối mặt với khuôn mặt khó chịu của Kat và thái độ nài nỉ của Bianca khi cô xin ba cho mình hẹn hò với Joey Donner (Andrew Keegan), ông quyết định ra một quy luật mới là Bianca chỉ được phép hẹn hò khi mà chị của cô cũng làm điều tương tự.
Thế rồi khi Cameron khéo léo mời Bianca đi chơi, cô thông báo với Cameron về quy luật mới và nhờ cậu tìm giúp một người bạn trai cho chị Kat. Cameron quyết định chọn "trai hư" Patrick Verona (Heath Ledger) để làm việc này nhưng khi cậu đến gặp Patrick để hỏi chuyện, Patrick đã khoan nguyên một lỗ lên sách của Cameron và khiến Cameron sợ hãi bỏ đi. Cuối cùng Michael đành nhờ Joey "thuê" Patrick để hẹn hò Kat, và cũng nói dối rằng nếu làm vậy Joey có thể hẹn hò với Bianca. Với giá 50 đô cho một cuộc hẹn, Patrick chấp nhận thỏa thuận với Joey, nhưng dù cho Patrick liên tục bắt chuyện với Kat, cô nàng khó tính này vẫn nhất quyết từ chối lời mời. Thấy tình thế không ổn, Cameron liền cung cấp những thứ mà Kat thích và không thích cho Patrick (với sự trợ giúp từ Bianca) đồng thời đề nghị Patrick nên đến câu lạc bộ Skunk-nơi có ban nhạc yêu thích của Kat. Và sau cùng. tại Skunk, Patrick thành công trong việc mời Kat đến bữa tiệc của Bogey Lowenstein. Cộng thêm sự nài nỉ của Bianca, Kat đã quyết định đến bữa tiệc. đồng nghĩa với việc Bianca được hẹn hò cùng Joey.
Tại bữa tiệc, Kat tỏ ra bực bội khi thấy em gái đi cùng Joey và đã xả giận bằng cách nốc đầy rượu. Sau đó, Patrick phải đưa Kat về nhà và trên xe, cô bày tỏ ý định lập ban nhạc của mình cho Patrick nghe và thậm chí định hôn anh, tuy nhiên, Patrick từ chối và Kat tức giận ra khỏi xe. Trong lúc đó, cũng tại bữa tiệc, Cameron bị Bianca "từ chối không đến nỗi thẳng thừng" khi cô chọn đi cùng Joey thay vì anh. Dẫu vậy, vào cuối bữa tiệc, Bianca mới nhận ra Joey là một thằng ích kỉ với suy nghĩ nông cạn và đành nhờ Cameron đưa về. Trên xe, Cameron thổ lộ tình cảm của mình và cũng nói Bianca nghe cậu đã giận như thế nào khi cô đối xử như vậy với cậu. Bianca đã trả lời cậu bằng một nụ hôn.
Joey lại tiếp tục đưa tiền cho Patrick để đưa Kat đến dạ hội truyền thống của trường, hòng để cậu ta đưa được Bianca đi cùng. Lúc đầu Patrick từ chối, nhưng sau đó cũng đành đồng ý khi Joey tăng giá tiền lên 300 đô. Thật ra Kat vẫn còn giận Patrick vì chuyện lần trước nhưng cậu đã chủ động làm hòa bằng cách hát tặng cô giữa sân vận động, và hậu quả là lãnh một buổi bị cấm túc ở phòng học của thầy Chapin. Tuy nhiên, Kat đã giúp Patrick thoát ra bằng đường cửa sổ khi cô đánh lạc hướng thầy. Sau đó, Kat và Patrick đã đi chơi với nhau. Ngỡ đâu là một cuộc hẹn lãng mạn khi hai người hôn nhau nhưng khi Patrick ngỏ lời mời cô đến dạ hội (là thứ Kat ghét bấy lâu nay), cô nằng nặc hỏi tại sao và cuối cùng hai người giận nhau. Cũng tương tự như Kat, Bianca giận Cameron vì vẫn chưa mời cô đi dạ hội và thế là Bianca đã đồng ý đi với Joey, nhưng tất nhiên cô chỉ có thế tham dự khi chị mình cũng đi. Biết tin Bianca đi với Joey, Kat đã qua phòng cô em và kể rằng Kat và Joey từng hẹn hò trong một tháng. Cô cũng nói rằng cô từng ngủ với Joey bởi vì tất cả mọi người đều làm vậy, nhưng sau đó thì Joey lại đá Kat vì cô không chịu làm vậy lần thứ hai. Kat tiết lộ đây cũng là lí do cô không thích làm những việc mà mọi người đều làm và khuyên Bianca đừng nên đi. Bianca nói rằng cô có thể tự quyết định và "tiễn" Kat ra khỏi phòng. Nhưng cuối cùng, do thấy em gái có vẻ tuyệt vọng, Kat lại đồng ý đi dạ hội, và Bianca lại được Cameron đến tận nhà đón (Joey đến sau nên bỏ mất cơ hội).
Đến nơi, Kat liền xin lỗi Patrick vì đã nghi ngờ anh quá đáng và hai người nhảy với nhau. Tất cả mọi thứ đều êm xuôi cho đến khi Joey đến chỗ Patrick và hỏi Patrick tại sao anh trả tiền cho Patrick để hẹn Kat và giờ Bianca lại đi với Cameron. Không may, Kat đã nghe được toàn bộ và buồn bực rời đi khi nghĩ rằng Patrick làm tất cả chỉ vì tiền. Joey sau đó liền gặp Cameron và đấm cho cậu một phát, nhưng sau đó lại bị Bianca trả thù cho tận 3 cú đánh vì dám gây tổn thương cho cô, cho Cameron, và cho cả Kat chị gái cô. Tiếp đó nữa là một nụ hôn giữa Bianca và Cameron.
Ngày hôm sau, Bianca làm lành với chị gái và bắt đầu hẹn hò Cameron. Ba của Kat cũng đã chấp nhận rằng cô hoàn toàn có thể lo cho bản thân nên đã cho phép cô con gái đến học Sarah Lawrence. Và ở trên lớp của Kat, thầy giáo cho bài tập rằng hãy viết một bài thơ riêng của mình dựa trên phiên bản Sonnet 141 của William Shakespeare. Kat liền đọc to bài thơ của mình, và thầm nhắn nhủ với Patrick rằng cô vẫn còn yêu anh. Giờ tan học, Patrick gây bất ngờ với Kat khi tặng cô cây guitar cô yêu thích bằng số tiền mà Joey cho anh. Patrick cũng thừa nhận anh yêu cô. Kat tha thứ cho Patrick và cả hai hòa giải bằng một nụ hôn.

## Diễn viên
- Heath Ledger trong vai Patrick Verona
- Julia Stiles trong vai Katarina "Kat" Stratford
- Joseph Gordon-Levitt trong vai Cameron James
- Larisa Oleynik trong vai Bianca Stratford
- David Krumholtz trong vai Michael Eckman
- Andrew Keegan trong vai Joey Donner
- Susan May Pratt trong vai Mandella
- Gabrielle Union trong vai Chastity
- Larry Miller trong vai Dr. Walter Stratford
- Daryl Mitchell trong vai Mr. Morgan
- Allison Janney trong vai Ms. Perky
- David Leisure trong vai Mr. Chapin
- Greg Jackson trong vai Scruvy
- Kyle Cease trong vai Bogie Lowenstien

## Các bài hát trong phim
- Letters to Cleo - "I Want You to Want Me"
- Semisonic - "FNT"
- Sister Hazel - "Your Winter"
- Jessica Riddle - "Even Angels Fall"
- Save Ferris - "I Know"
- Leroy - "New World"
- Ta-Gana - "Saturday Night"
- Joan Armatrading - "The Weakness in Me"
- George Clinton - "Atomic Dog"
- Brick - "Dazz"
- The Cardigans - "War"
- Madness - "Wings of a Dove"
- Letters to Cleo - "Cruel to Be Kind"
- Richard Gibbs - "One More Thing"
- Air - "Sexy Boy"
- Spiderbait - "Calypso"
- Barenaked Ladies - "One Week"
- Joan Jett - "Bad Reputation"
- K-Ci & Jojo - "All My Life"
- Sprung Monkeys - "Get Em Outaa Here"
- Letters To Cleo - "C'mon"
- ATM - "Soar"
- Chopin - "Rondo Vivace, Piano Concerto # 1"
- Letters To Cleo - "Co-Pilot"
- Cameo - "Word Up!"
- Salt 'n' Pepa - "Push It"
- SOS Band - "Just Be Good To Me"
- The Notorious B.I.G. - "Hypnotize"
- Thompson Twins - "Hold Me Now"
- The Colourfield - "Can't Get Enough Of You Baby"
- Frankie Valli - "Can't Take My Eyes Off You" (Performed in movie by Heath Ledger as 'Patrick Verona')
- Save Ferris - "Can't Stop"